# Johannes Soffner
Johannes Soffner (ur. 6 marca 1828 w Moszczance, zm. 21 stycznia 1905 w Ołtaszynie) – ksiądz katolicki, historyk Kościoła na Śląsku.

## Życiorys
Johannes Soffner ukończył gimnazjum w Nysie i od 1848 studiował teologię na Uniwersytecie Wrocławskim. 1 lipca 1852 przyjął święcenia kapłańskie i został mianowany wikarym w Kościele Bożego Ciała we Wrocławiu. Jesienią 1853 został przeniesiony do pracy w charakterze korepetytora w biskupim konwikcie dla studentów teologii. 1 lipca 1854 Soffner ukończył studia teologiczne na Uniwersytecie Wrocławskim. Na Wielkanoc 1857 został mianowany prefektem konwiktu. W tym samym roku habilitował się z dogmatyki na podstawie pracy De arcano divinae pradestinationis mysterio i został prywatnym docentem. 20 września 1862 uzyskał doktorat z teologii na uniwersytecie w Würzburgu. 6 listopada 1865 zrezygnował z kariery naukowej i objął parafię przy kościele Wniebowzięcia NMP w podwrocławskim Ołtaszynie. Funkcję jej proboszcza sprawował do śmierci. Obok pracy duszpasterskiej pisał prace naukowe. Był członkiem towarzystwa naukowego Verein für Geschichte und Alterthum Schlesiens. W 1875 opublikował dzieje parafii na Ołtaszynie Geschichte der katholischen Pfarrei Oltaschin nebst deren Adjuncta Bettlern. W 1882 wydał dzieje swojej rodzinnej parafii Moszczanka Historische Notizen über die katholische Kirche und Pfarrei Langenbrück, Kreis Neustadt.
9 września 1882 Soffner został mianowany dziekanem dekanatu św. Maurycego we Wrocławiu. W 1887 opublikował swoją najważniejszą pracę poświęconą dziejom śląskiej reformacji Geschichte der Reformation in Schlesien. Pogarszający się wzrok uniemożliwił mu na wiele lat kontynuowanie pracy naukowej. W 1904 nieoczekiwana poprawa stanu zdrowia umożliwiła publikację ostatniej książki Friedrich Staphylus, ein katholischer Kontroversist und Apologet aus der Mitte des 16. Jahrhundert.